# Povijest islama
Povijest Islama je povijest islamske vjere i njenih sljedbenika muslimana. Islam i muslimani su uveliko utjecali na političku, ekonomsku i vojnu povijest Starog svijeta, posebno Bliskog Istoka, gdje leže njegovi korijeni. 
Islam je nastao u današnjoj Saudijskoj Arabiji u ranom sedmom stoljeću poslije Krista. Za manje od stotinu godina nakon smrti posljednjeg poslanika Muhameda, islamsko carstvo se prostiralo od Andaluzije (Španjolska) na zapadu do Inda na istoku. Kasnija carstva kao što su Abasidsko, Fatimidsko, Almoravidsko, Seldžusko, Ajuransko, Adal, Varsagnali Carstvo u Somaliji, Mogulsko Carstvo u Indiji, Safavidsko Carstvo u Perziji i Osmanlijsko Carstvo su bile utjecajne i ugledne sile u svijetu. Islamska civilizacija je izgradila mnogo centara kulture i znanosti i proizvela poznate znanstvenike, zvjezdoznance, matematičare, liječnike i filozofe tijekom zlatnog doba Islama. Tehnologija je cvjetala, bilo je ulaganja u gospodarsku infrastrukturu, kao što su sustavi za navodnjavanje i kanali; a važnost čitanja Kurana proizvela je relativno visoku razinu pismenosti. 
U kasnijem Srednjem vijeku, destruktivna Mongolska invazija s istoka i gubitak stanovništva zbog crne smrti, znatno je oslabila tradicionalno središte islamskog svijeta, koje se prostire od Perzije do Egipta, a Osmanlijsko Carstvo nije bilo u stanju osvojiti veći dio arapskog govornog područja i ponovo stvoriti islamski svijet moći, iako je bilo u stanju svladati izazove Ranog modernog doba. 
Kasnije, u modernoj povijesti (18. i 19. stoljeće), mnoge islamske regije su pale pod utjecaj europskih velikih sila. Nakon Prvog svjetskog rata, Osmanlijska područja su podijeljene na nekoliko zemalja pod uvjetima Ugovora iz Sevresa. 

## Islamsko porijeklo
Islam je nastao u kontekstu kasne antike. U predislamskoj Arabiji, arapska plemena su živjela na Arapskom poluotoku. U glavnom vjerskom i komercijalnom centru živjelo je pleme Kurejš kojem je pripadao i poslanik Muhamed. U Mekki, pleme Kurejš je bilo čuvar Kabe i dominantno pleme Mekke u vrijeme pojave islama. Kaba je, u to vrijeme, korištena kao važno pogansko svetište. To je uprihodovalo mnogo novca u Meku zbog mnoštva hodočasnika koje je privukla. Poslanik Muhamed je rođen u plemenu Benu Hašim klana Kurejšije.
Prema tradicionalnom islamskom pogledu, Kuran se počeo objavljivati kada se poslaniku Muhamedu ukazao melek (anđeo) Džebrail (Gabrijel) 610. godine. Povijest Kurana je počela kada su njegovi ajeti preneseni poslaniku Muhamedu, dok je uspon islama počeo preseljenjem muslimana u Medinu.
Mekansko pleme Kurejš i muslimanska zajednica u Medini su 628. godine potpisali primirje pod nazivom Ugovor iz Hudejbije započevši deset godina mira. Rat se vratio kada su Kurejšije i njihovi saveznici, pleme Bekr, napali pleme Khuza koji su bili muslimanski saveznici. Muslimani su osvojili Meku 630. godine, a poslanik Muhamed je umro u lipnju 632. godine. Bitka kod Jamama dogodila se u prosincu iste godine, između snaga prvog kalifa Ebu Bekra i Musailima.